# King Leopold's Soliloquy
King Leopold’s Soliloquy is een pamflet uit 1905, geschreven door Mark Twain. Het is een bijtende politieke satire over de privékolonie van koning Leopold II van België, de Kongo-Vrijstaat. Twain gebruikt ooggetuigenverklaringen, missionarisberichten, statistieken, krantenartikelen... en laat ze in een fictieve monoloog becommentariëren door een geërgerde Leopold.

## Inhoud
Verslagen van excessieve uitbuiting en waanzinnige misstanden in Congo leidden in de eerste jaren van de 20e eeuw tot wijdverspreide internationale protesten, aantoonbaar de eerste grootschalige mensenrechten-beweging. In de alleenspraak beweert de koning, zogenaamd, dat het brengen van het Christendom naar het land opweegt tegen een beetje hongersnood. Leopolds rubbertappers werden gemarteld, verminkt en afgeslacht tot aan de eeuwwisseling, toen het geweten van de Westerse wereld Brussel dwong om daar een einde aan te maken.
Leopold zegt dat hij geen geld gebruikte van de overheid, dat hij de inkomsten niet voor persoonlijk gebruik nam en dat zulke geruchten, die volledig vals zijn, enkel verspreid worden door “bemoeizuchtige Amerikaanse missionarissen”, “vrijmoedige Britse consuls” en “babbelende Belgische verraders”. Hij zegt verder dat kritiek op een koning als blasfemie kan beschouwd worden, immers, onder de leiding van God wordt een koning die Gods werk niet verricht, niet bijgestaan door God.
Leopold claimt verder dat de critici enkel spreken over dingen die slecht zijn voor hem, zoals de belastingen die hij heft in Kongo. Deze veroorzaken hongersnood en vernietiging van volledige dorpen, maar het zenden van missionarissen om deze dorpen te kerstenen, wordt verzwegen. Niets kan de Engelsen genoegen doen.
Het pamflet was geïllustreerd met spotprenten en foto's van Alice Seeley Harris die de gruwelijkheden documenteerden.

## Antwoord

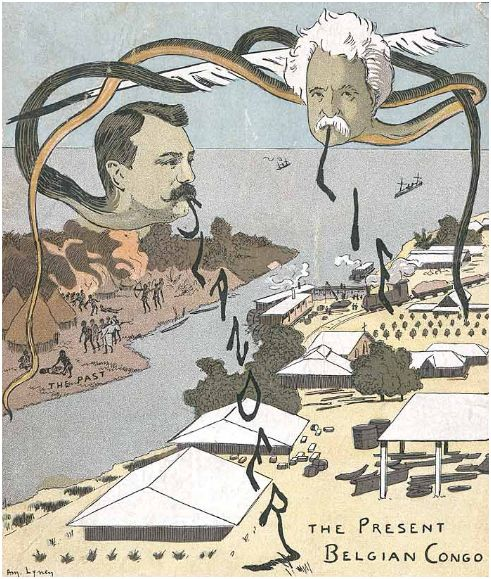
Cartoon op de voorkant van het anonieme antwoord, met Mark Twain en E.D. Morel als slangen

In 1907 verscheen te Brussel een anoniem boekje, An Answer to Mark Twain. Dit rijkelijk geïllustreerde werk was afkomstig uit kringen rond Leopold. Erin werd een poging ondernomen om Twain en zijn medestanders te discrediteren. Op de achterflap stonden twee foto's die moesten aantonen dat het voor het koloniale regime zo bezwarende beeldmateriaal op vervalsing berustte. Onder een onschuldige foto van Congolese vrouwen rond keukenpotten stond een gemanipuleerde versie van ditzelfde beeld, waarin de potten getransformeerd waren tot doodskoppen. Het onderschrift "The same photo at Liverpool" moest doen geloven dat het om een vervalste foto ging die bij Edmund Dene Morel (te Liverpool) was verschenen. Met name diens krant West African Mail had in september 1905 een acht pagina's lang foto-essay afgedrukt met gemutileerde Congolezen.

## Verspreiding
In de eerste decennia van de 20e eeuw werd het boek bijna overal ter wereld verspreid, maar in het Germaanse Europa werd het niet uitgegeven vóór de jaren 60. In 1961 verscheen een vertaling door Eva Tas bij uitgeverij Pegasus, die aan de CPN gelieerd was, met de titel Koning Leopold's Alleenspraak. België's kolonialisme in de Congo. Het boek is voorzien van gruwelijke illustraties en werd uitgegeven naar aanleiding van de afzetting van en daaropvolgende moord op de eerste premier van Kongo, Patrice Lumumba op 17 januari 1961, waaraan België en de CIA mede schuldig waren. Deze vertaling lag aan de basis van het toneelstuk Koning Leopolds alleenspraak, dat in 2010 bij het Theater aan Zee-festival in Oostende in première ging.
De eerste Duitse vertaling werd gepubliceerd door Stefan Heym in 1961. In 1979 verscheen er nog een bij de Oost-Duitse Aufbau-Verlag door Ana Maria Brock met commentaar van de Twainkenner Karl-Heinz Schönfelder.